# Manuel Vierna Belando
Manuel Vierna Belando (Ferrol, 4 de agosto de 1884-Cabo de Palos, 6 de marzo de 1938) fue un militar y marino español, conocido por ser comandante del crucero Baleares que fue hundido durante la Batalla del Cabo de Palos en marzo de 1938.

## Biografía

### Carrera militar
Ingresó como guardiamarina en la Escuela Naval Flotante, sita en la antigua fragata Asturias en Ferrol en 1898. Al abandonar la Escuela, se desplazó a Lieja, donde, realizó estudios de ingeniería eléctrica en el Instituto de Montefiore. En 1912, ascendió al empleo de teniente de navío, y fue destinado al acorazado España, con el que participó en varios bombardeos sobre la costa del norte de África. 
Fue profesor de la Escuela de Ingenieros y Maquinistas. Al ser nombrado comandante del buque torpedero número 16, abandonó la Escuela. Ascendió al empleo de capitán de corbeta, y fue destinado, como agregado naval a la embajada española en Londres. Dejó este puesto, al ser designado comandante del destructor Bustamante, con el que participó como apoyo con fuego artillero al desembarco de Alhucemas. 
Al ocupar la cartera de marina el contralmirante Mateo García de los Reyes, le eligió para ser su secretario. En 1930, ascendió al empleo de capitán de fragata, estuvo sin destino dos años, hasta que en 1932, se le otorgó el mando del cañonero Cánovas del Castillo, tras algún tiempo, volvió a quedar sin destino

### Guerra Civil
En 1935, se le destinó al Arsenal de Ferrol, donde se encontraba cuando comenzó la guerra civil, el 18 de julio de 1936, momento en que ocupaba el puesto de Jefe del Estado Mayor de Ferrol. 
Debido a la falta de unidades navales de los sublevados, tuvo que zarpar, aunque aún no estaba listo, ya que estaba inconcluso, el nuevo Baleares del que se le nombró comandante. Se unió al resto de fuerzas, que operaban en las aguas del estrecho de Gibraltar, donde participó en numerosas acciones, tanto de vigilancia y control del bloqueo, como en repeler los ataques de la aviación gubernamental, así como en misiones de bombardeo sobre las poblaciones costeras.
En febrero de 1937, participó en la batalla de Málaga. Bombardeó a quienes huían por la única salida del cerco de la ciudad —la carretera costera de Málaga a Almería— en el episodio que se conocerá como "La Desbandá" o la masacre de la carretera Málaga-Almería. A pesar de todos los esfuerzos de Franco por ocultar lo acontecido, el médico canadiense Norman Bethune consiguió captar fotografías y narró su experiencia en The New York Times: «Contamos al menos 5000 niños menores de diez años, miles de ellos descalzos… Decidimos volvernos y empezar a transportarlos para ponerlos a salvo».  Se calcula que, junto con el resto de unidades, causó más de 12 800 víctimas civiles.
El 7 de septiembre de 1937, se enfrentó a un división de la escuadra gubernamental, compuesta por dos cruceros y siete destructores en la batalla del cabo Cherchel, logró el ponerlos en fuga y varios impactos de 152 mm, procedentes del crucero Libertad que le causaron daños severos. Consecuencias de los impactos recibidos, a pesar de que el Baleares navegó renqueando en busca de su gemelo, el Canarias, los mercantes que escoltaban la escuadra gubernamental se tuvieron que refugiar en Argel. Mientras estuvo al mando del crucero, a pesar de ser capitán de fragata, a Vierna se le trató como capitán de navío, para no rebajar la categoría del mando del buque, pero tras la batalla del cabo Cherchel ascendió directamente a contralmirante, y se le otorgó el mando de la división de cruceros. 
La madrugada del 6 de marzo de 1938 la división se encontraba en misión de escolta de un convoy, cuando se encontró con la escuadra gubernamental, momento en el que se cruzaron algunos disparos de artillería, que no tuvo efectos en ninguna de las dos escuadras. Maniobraron, ambas escuadras buscando la evasiva, pero de nuevo se volvieron a encontrar. En esta ocasión, los destructores gubernamentales estaban preparados y lanzaron sus torpedos, que hundieron el Baleares. Con él, se hundió Manuel Vierna Belando, todo su Estado Mayor, el comandante del buque, 35 oficiales, 685 suboficiales y marineros.